# Spazzaneve

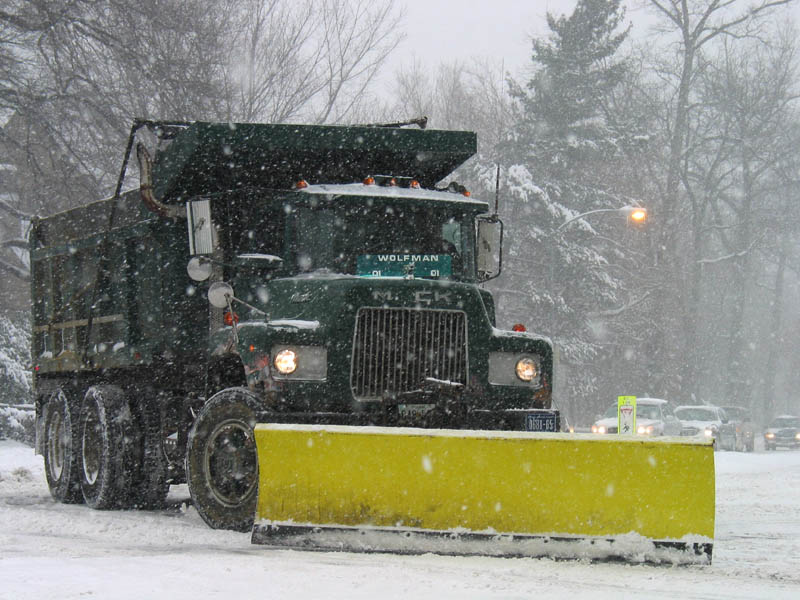
Spazzaneve montato su di un autocarro su di una strada principale di Washington D.C.

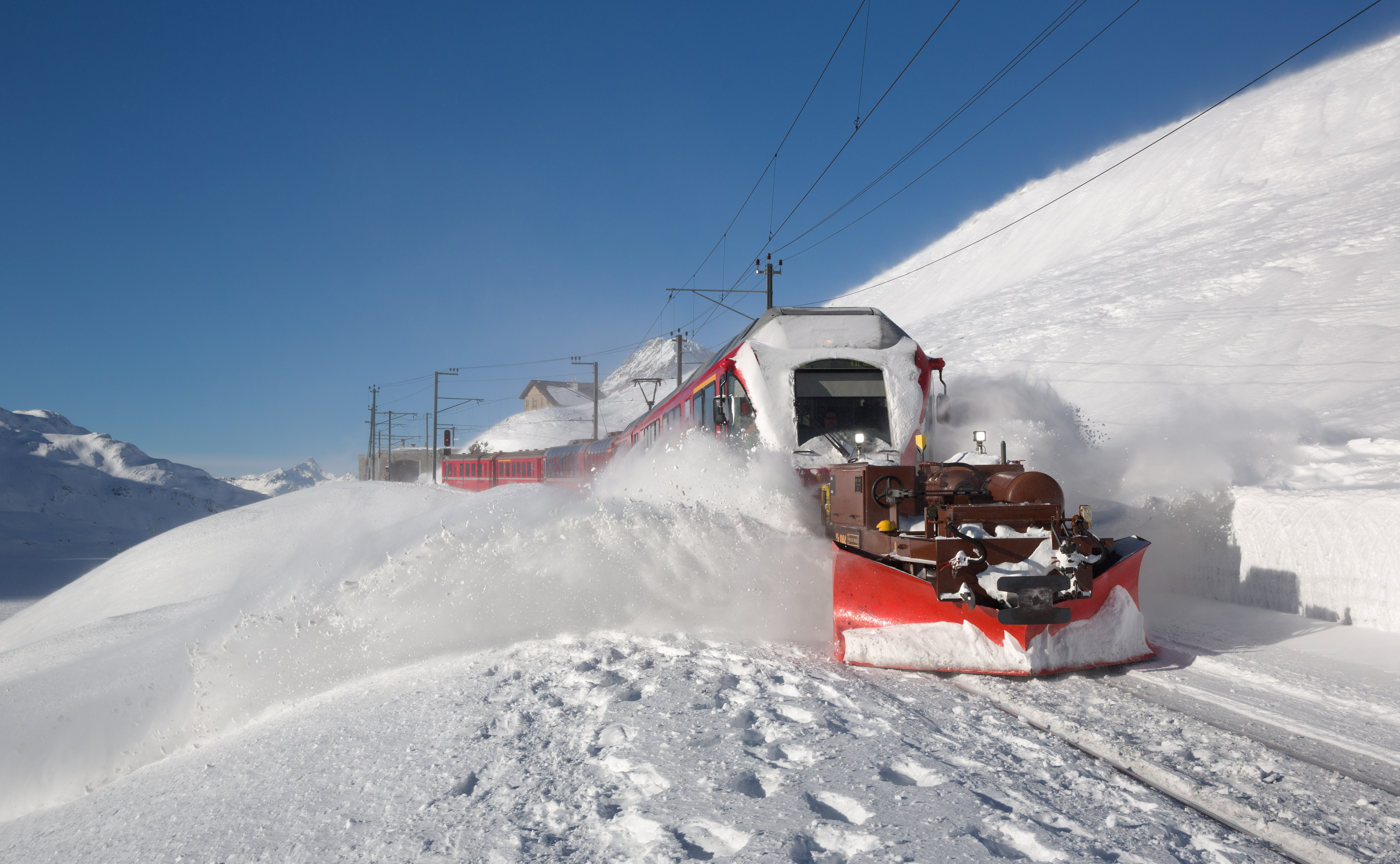
Spazzaneve ferroviario montato sul Bernina Express, Svizzera

Uno spazzaneve (in Svizzera cala o calla) è un veicolo, o più esattamente un'apparecchiatura montata su di un veicolo, per la rimozione della neve e anche del ghiaccio, dalla superficie stradale, in particolare di quelle adibite ai trasporti. In molti casi, pick-up e trattori vengono dotati di una lastra di acciaio sagomata, atta ad adempiere allo scopo. Nelle zone in cui cadono regolarmente grandi quantità di neve ogni anno, e anche in ambienti specifici come campi d'aviazione, vengono ampiamente utilizzati, in inverno, gli spazzaneve. 
Gli spazzaneve possono essere montati anche su locomotori ferroviari per liberare dalla neve le linee ferroviarie. 
Uno spazzaneve funziona applicando ad un veicolo una lama per spingere la neve al lato della strada in modo da renderla percorribile ai veicoli. I moderni spazzaneve sono dotati di diversi apparati tecnologici, per rendere più facile il compito dei manovratori, come ricevitori GPS, telecamere e rilevatori ad infrarosso.
Quando il livello della neve raggiunge una certa altezza, gli spazzaneve debbono provvedere, prioritariamente, alla liberazione delle strade principali usate dai mezzi di emergenza come quelli dei vigili del fuoco e delle autoambulanze. Quando l'altezza neve è considerevole, crea grossa resistenza all'avanzamento del mezzo e non vi è posto per l'accumulo ai lati della strada sono necessarie mezzi evoluti con turbine che aspirano la neve gettandola ai lati, ovvero uno sgombraneve.

## Storia

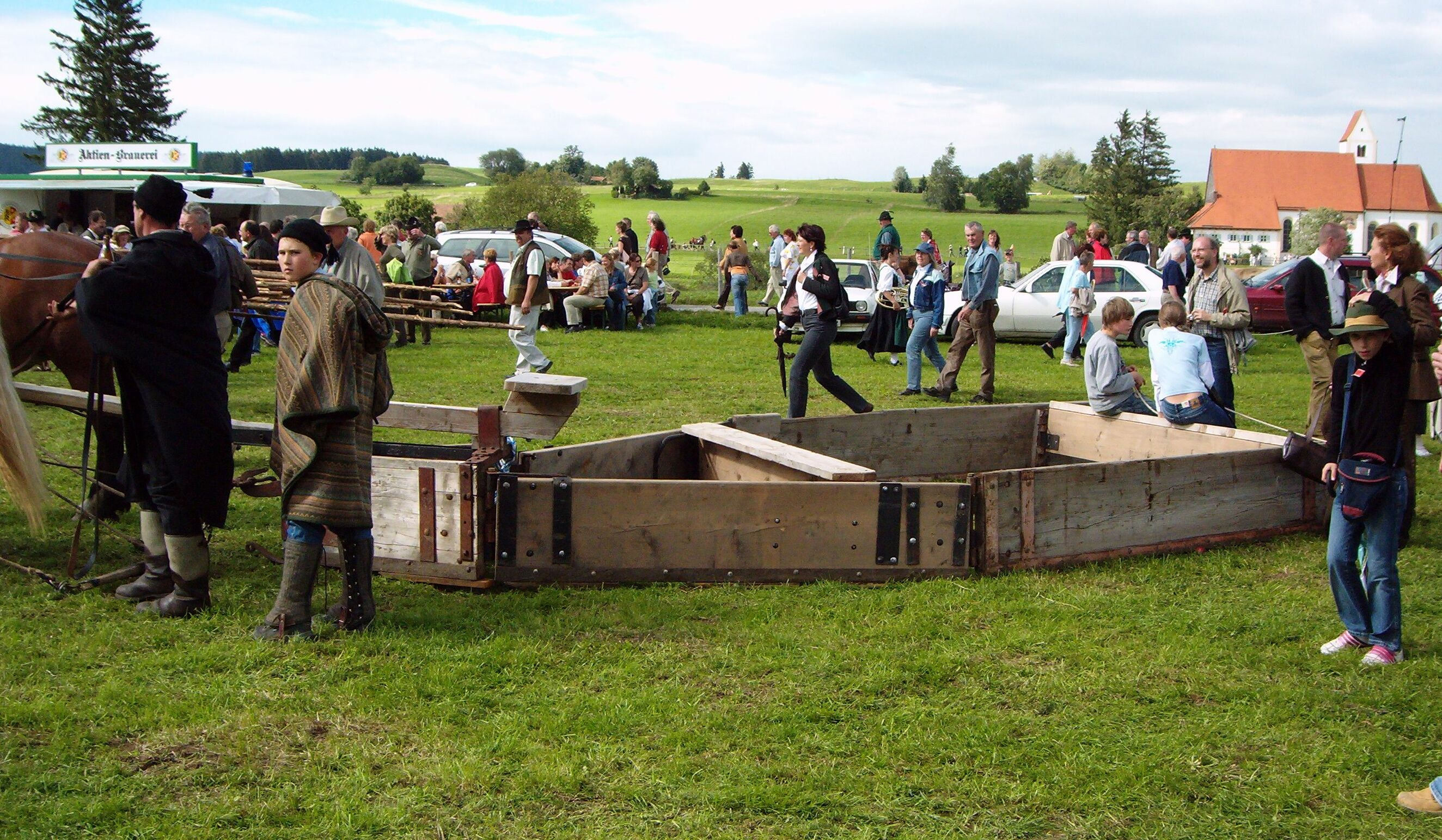
Storico spazzaneve di legno trainato da cavalli

I primi spazzaneve, trainati da cavalli, utilizzavano degli aratri a cuneo costruiti in legno. Con l'avvento dell'automobile, un certo numero di inventori si accinsero a migliorare gli spazzaneve esistenti. Negli Stati Uniti, vennero concessi brevetti, per il miglioramento degli spazzaneve, almeno dal 1920.
Nel 1923, i fratelli Hans ed Even Øveraasen, in Norvegia, costruirono un primo spazzaneve da montare su di un automezzo (David I Munson inventò il primo spazzaneve nel 1911 realizzando anche un'apparecchiatura per montarlo su un autocarro, il cui brevetto originale è presente in una biblioteca di Boston) e questo fu l'inizio della costruzione di mezzi spazzaneve per strade, linee ferroviarie e aeroporti, e della fondazione della Øveraasen Snow Removal Systems. Carl Frink di Clayton, USA fu il primo costruttore di spazzaneve montati su automobili. La sua società, Frink Snowplows, ora Frink-America, venne fondata prima del 1920.

## Towplow

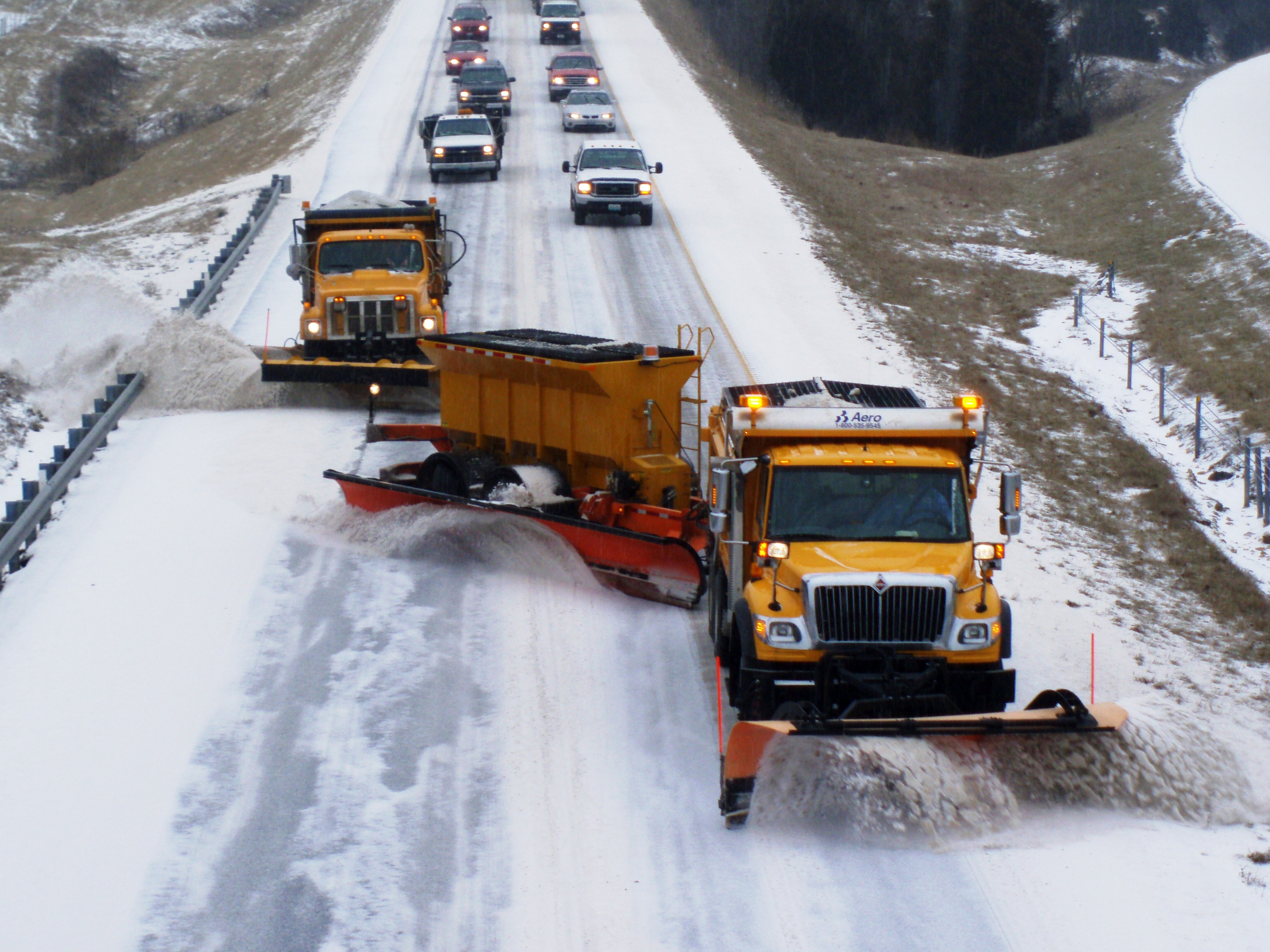
Autocarro spazzaneve in una strada interstatale del Missouri che adotta la tecnologia Towplow

Il TowPlow è uno spazzaneve avanzato che venne implementato, per la prima volta, dal Dipartimento dei trasporti del Missouri come miglior sistema per liberare dalla neve le autostrade.
Il TowPlow è costituito da un camion con una "lama" da neve davanti e una secondaria, lunga 8 metri, attaccata al lato di un rimorchio. Quando il veicolo è in movimento, le ruote posteriori del rimorchio sono rivolte verso la lama consentendo allo stesso di spostarsi a destra del camion e in tutta la corsia di sinistra. La lama del rimorchio viene poi lasciata cadere permettendo a un solo camion di pulire due corsie parallele, un lavoro che avrebbe richiesto l'impiego di due camion con un aratro ciascuno. Il camion TowPlow è dotato di telecamere che forniscono all'operatore una visione del rimorchio e un laser per indicare la posizione della lama. Il TowPlow comporta un aumento di carburante del 10-15% e un operatore in meno. Il progetto è stato ispirato da macchine agricole che funzionano in modo simile.
Oltre al Missouri, l'Ontario utilizza questa tecnologia per lo spazzamento della Highway 407. L'aratro rimorchio viene prodotto e distribuito attraverso Viking-Cives di Mount Forest.
Il TowPlow fu impiegato per la prima volta a Kansas City nel gennaio 2005. Il Missouri è stato, con il Minnesota, il primo stato ad adottare questo sistema. Anche nel Canada orientale alcuni imprenditori hanno utilizzato, con più di una ventina di esemplari, la tecnologia nell'inverno 2008. Il TowPlow permette, con un camion e un operatore, più del doppio del rendimento di ciascun camion spazzaneve. Ogni combinazione camion TowPlow libera due corsie di pavimentazione stradale.

## Spazzaneve ferroviari

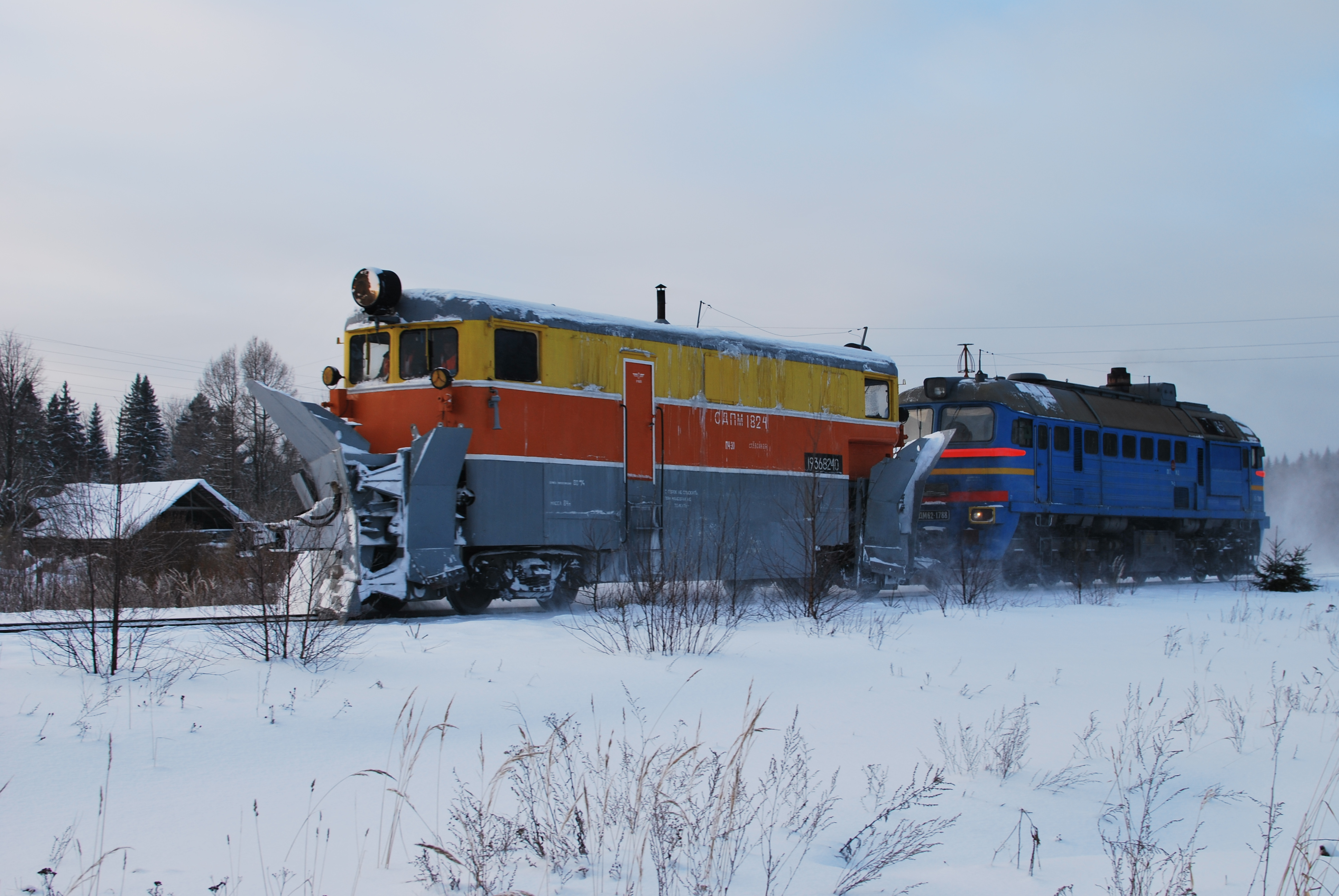
Spazzaneve ferroviario

In molti paesi, le locomotive ferroviarie hanno piccoli spazzaneve permanentemente attaccati ai loro carrelli, che servono anche come rostro. In altri, lo spazzaneve è costituito dal deflettore posto al di sotto dei respingenti. Esistono anche delle versioni Bolt-on che si collegano al respingente o all'accoppiatore frontale. Tuttavia, esistono grandi spazzaneve, che tendono ad essere conversioni piuttosto che veicoli costruiti appositamente. Tender di locomotive a vapore, grandi carrelli di locomotive diesel e veicoli merci vari sono stati utilizzati con il corpo spazzaneve montato sui telai originali. 

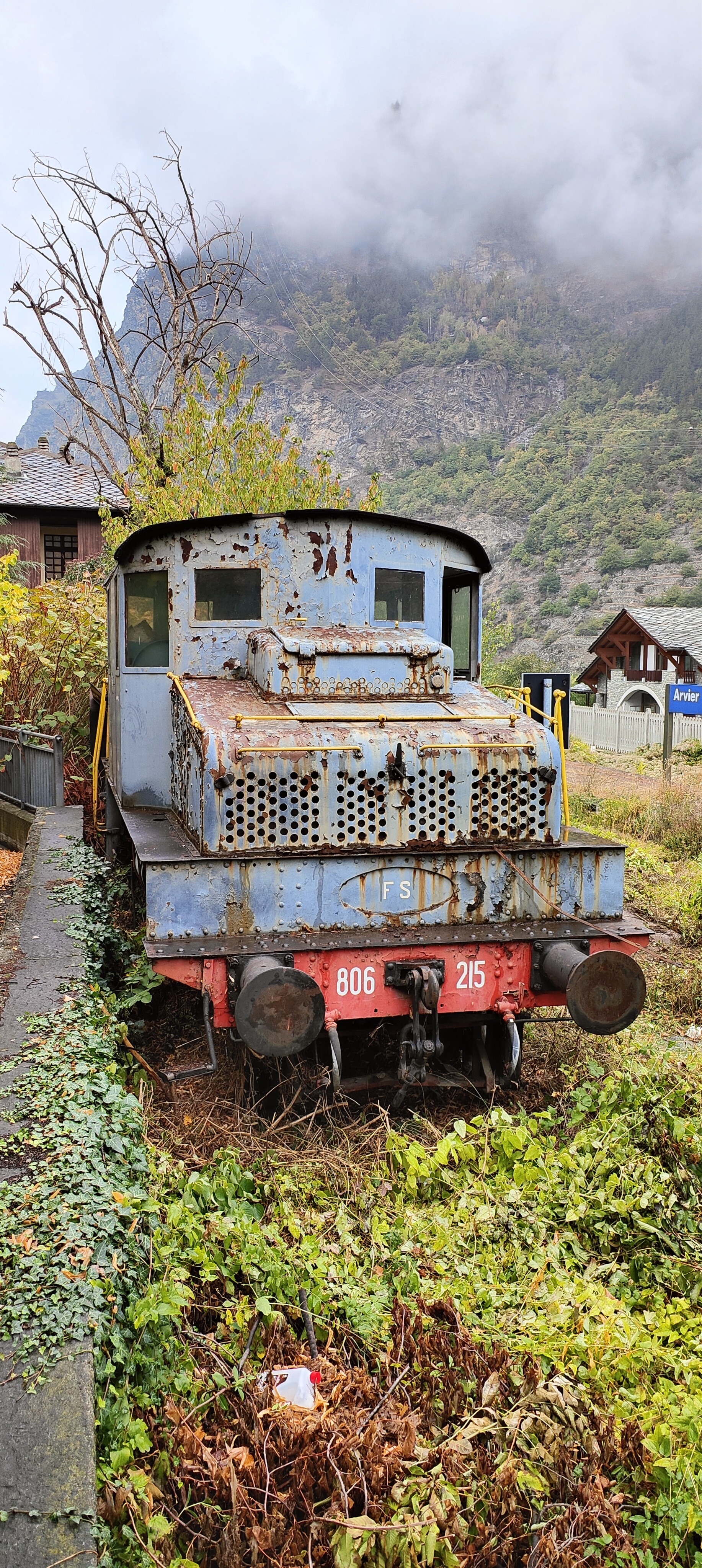
Vecchio carro spazzaneve Vnx 806.215 (ricavato dalla E.550 178 FS) ad Arvier (foto sett.2022)
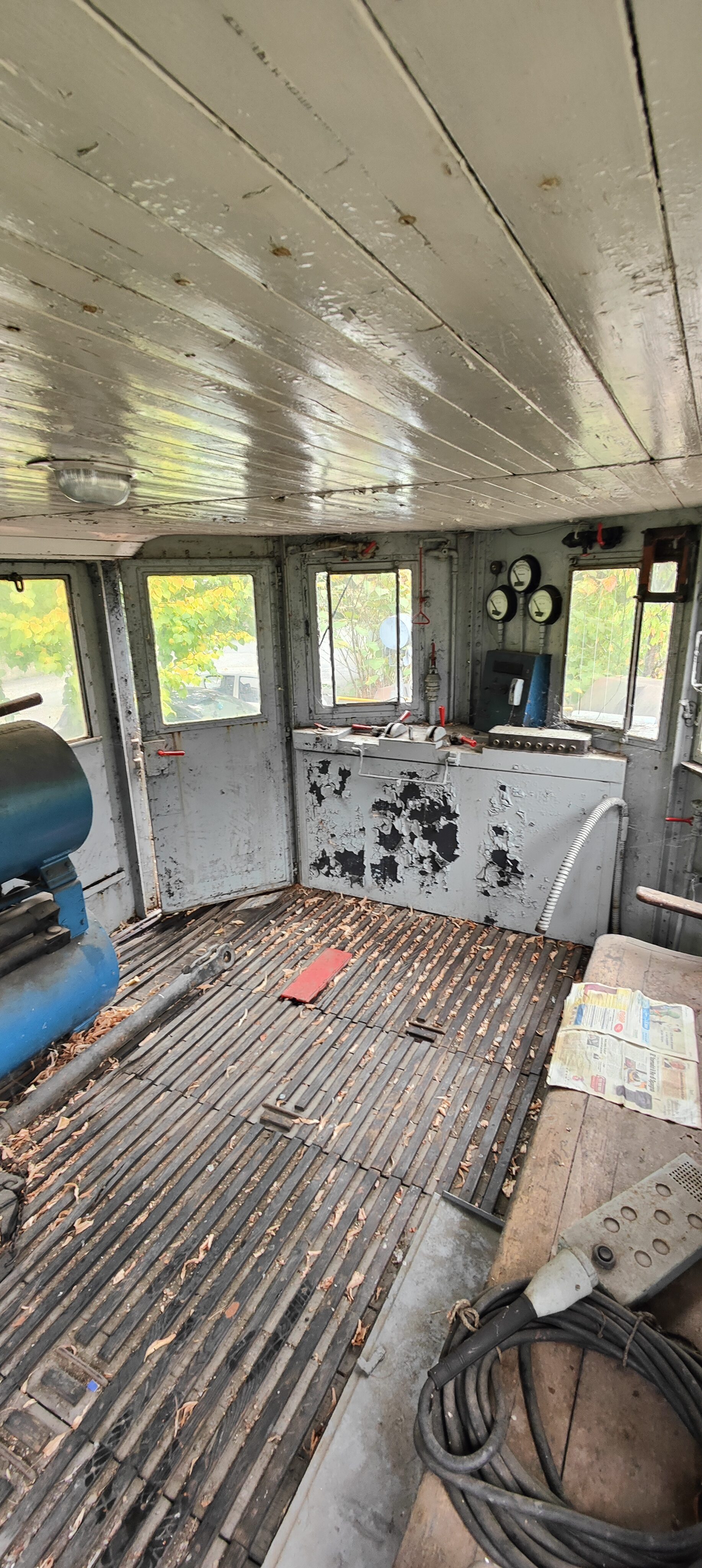
Interno del carro Vnx 806.215 (foto sett.2022)

Spesso si può vedere una o due locomotive accoppiate con uno spazzaneve a entrambe le estremità. Ciò consente ad un treno lo sgombero della neve per invertire la direzione rapidamente in caso di blocco. In alternativa, un solo locomotore con carrello spazzaneve può agire come un semovente azionato da un motore leggero.

## Galleria d'immagini

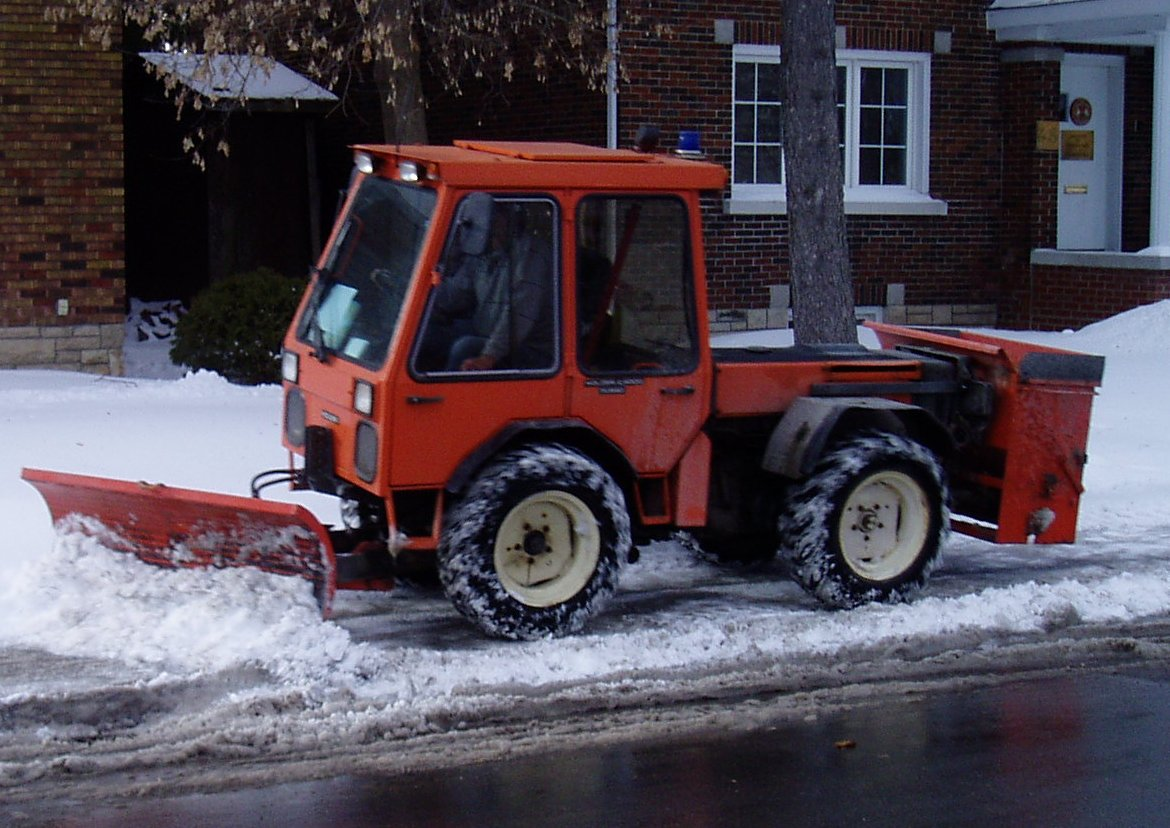
Un piccolo spazzaneve a Ottawa, Ontario, Canada
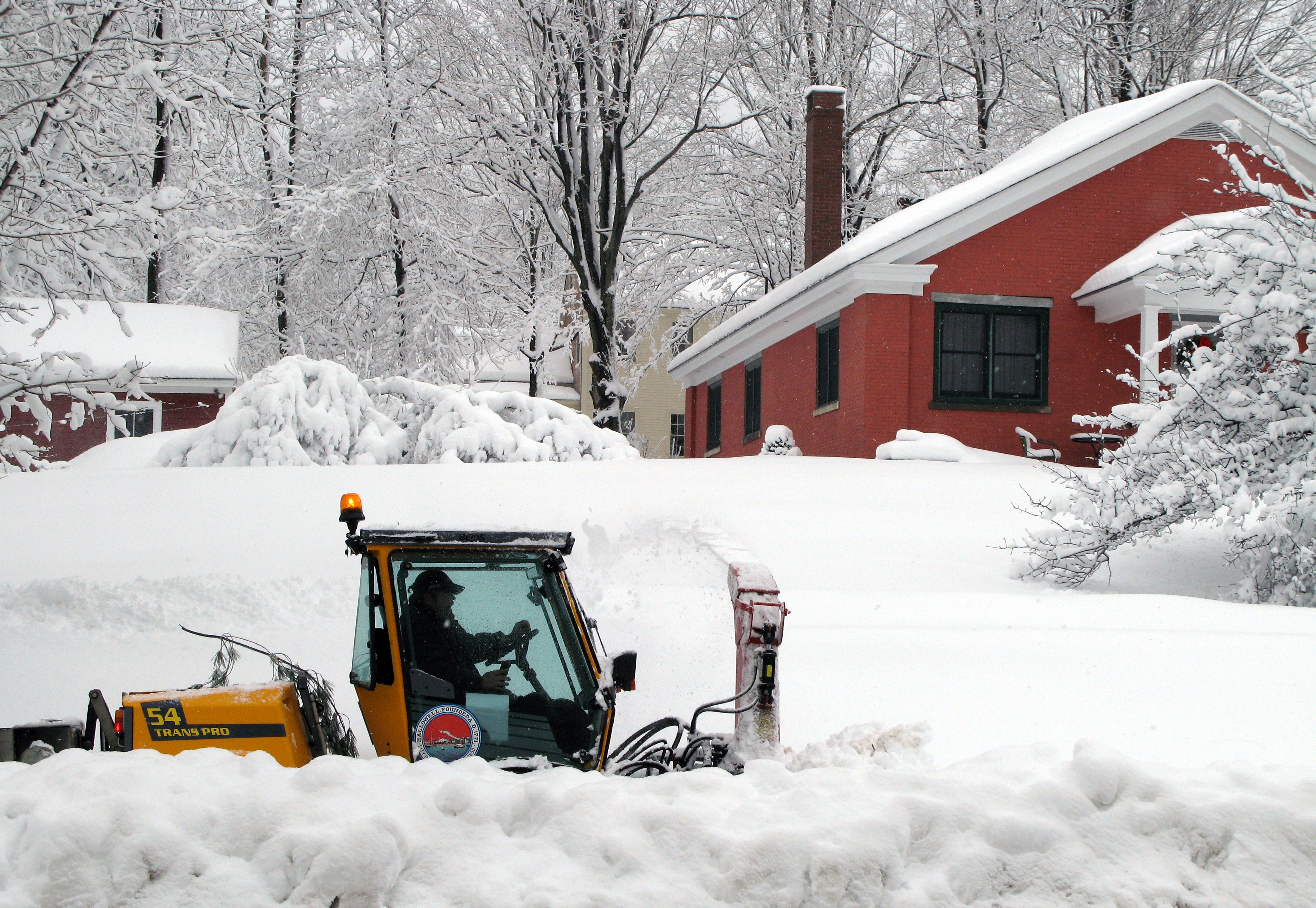
Spazzaneve a Hallowell, Maine, USA
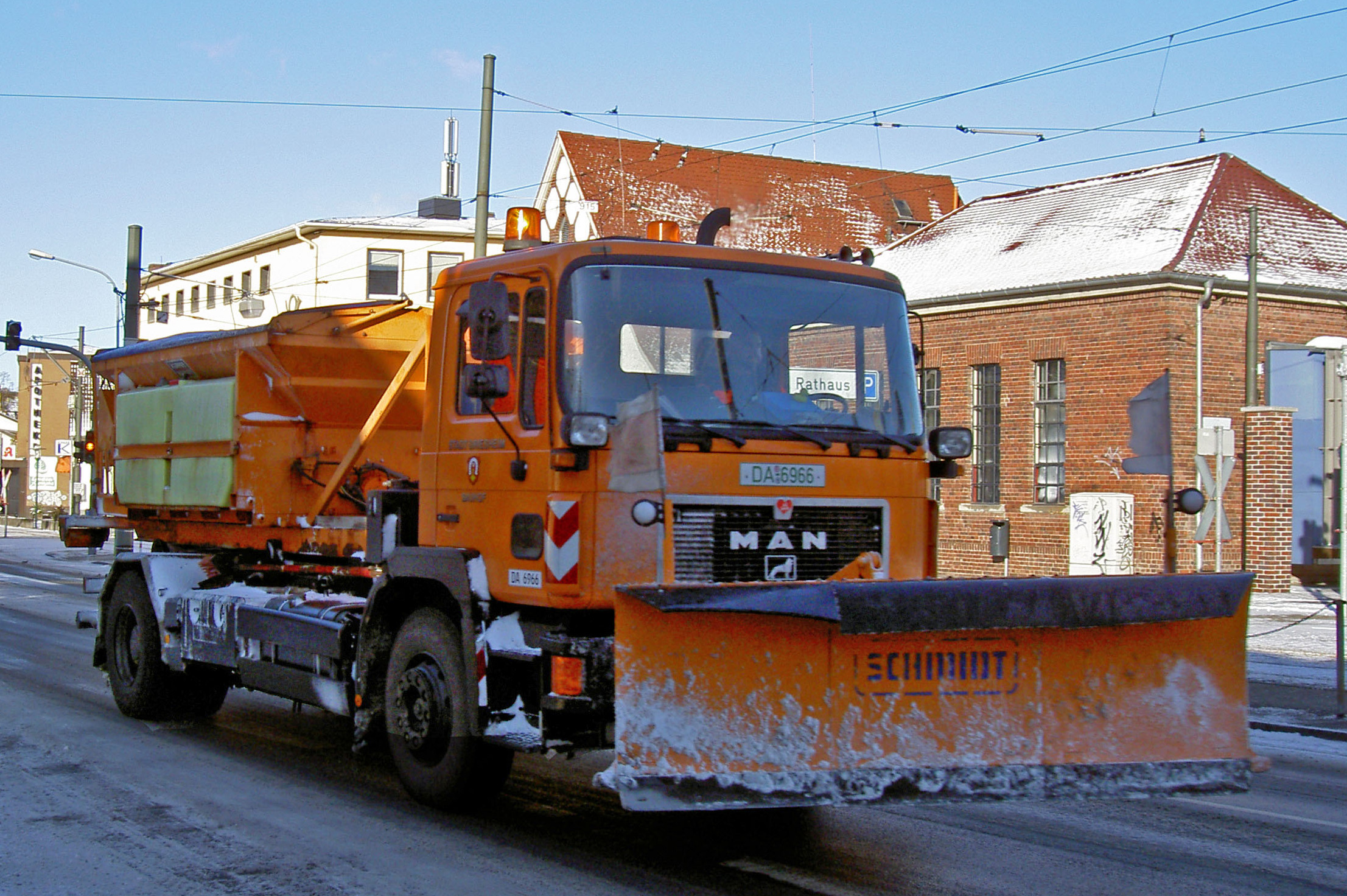
Spazzaneve stradale in Germania
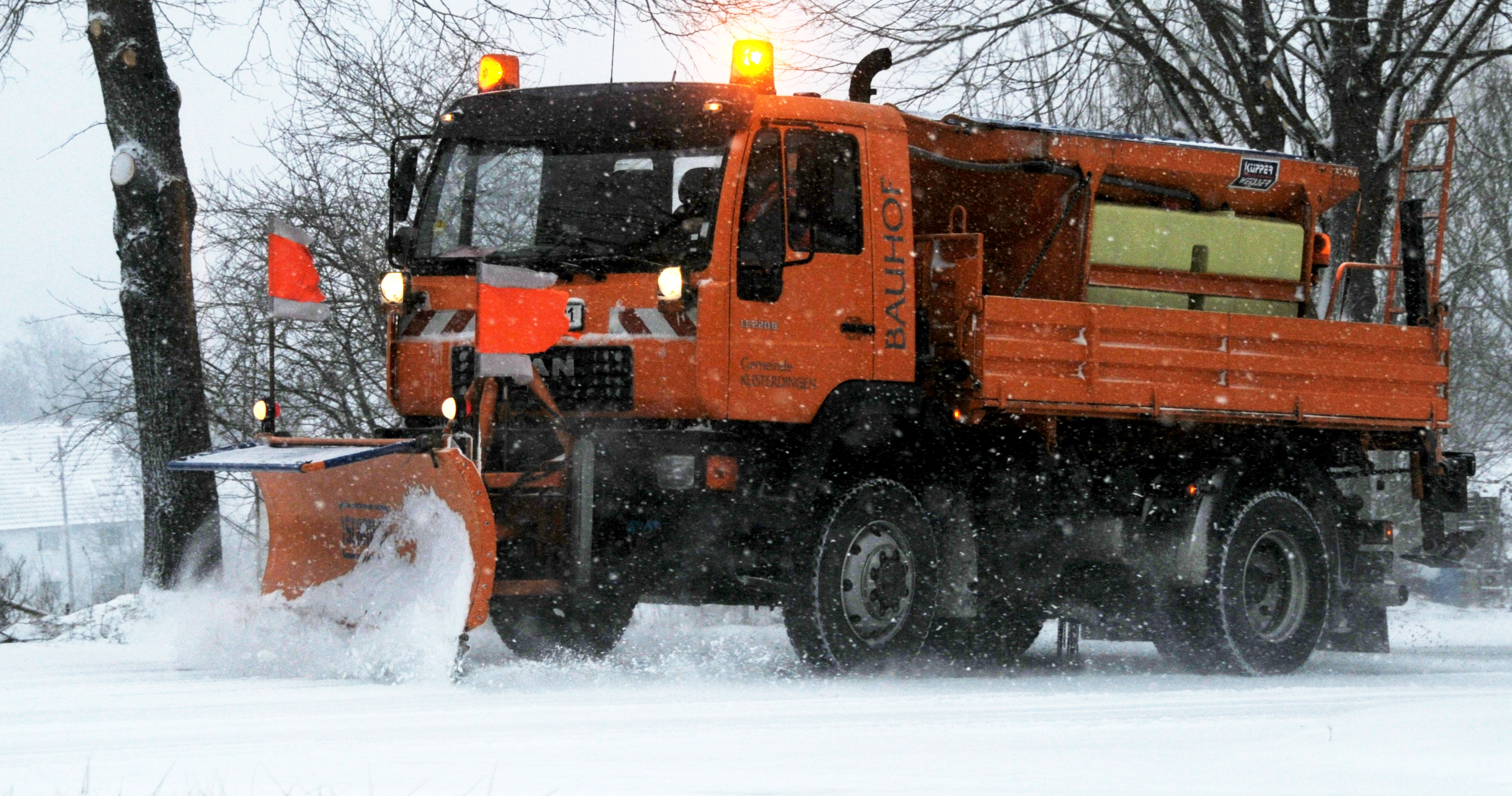
Spazzaneve in Germania vicino a Tubinga
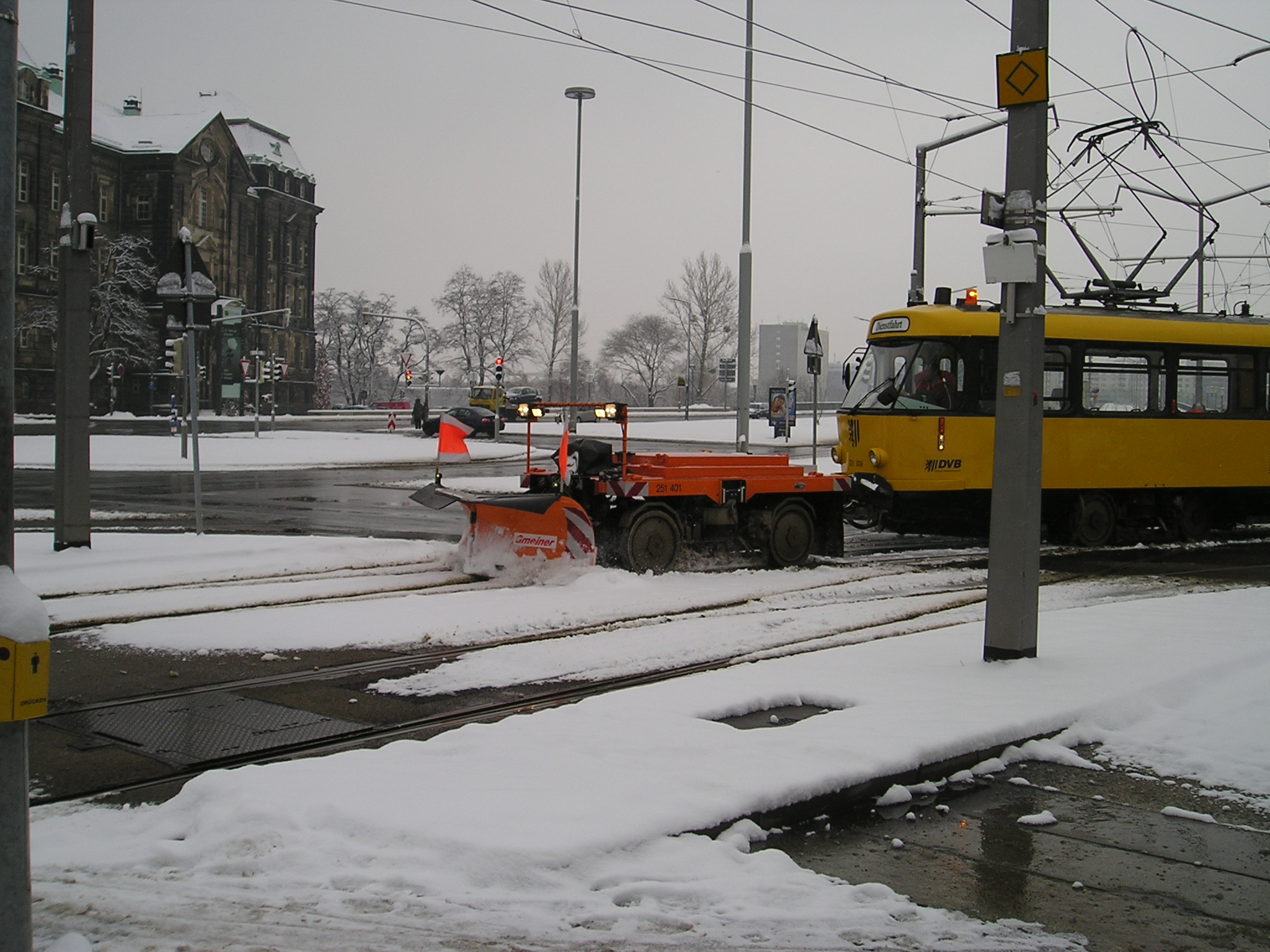
Spazzaneve per tram a Dresda, Germania
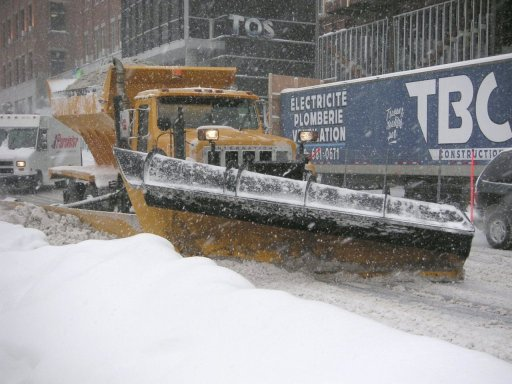
Spazzaneve a Quebec City
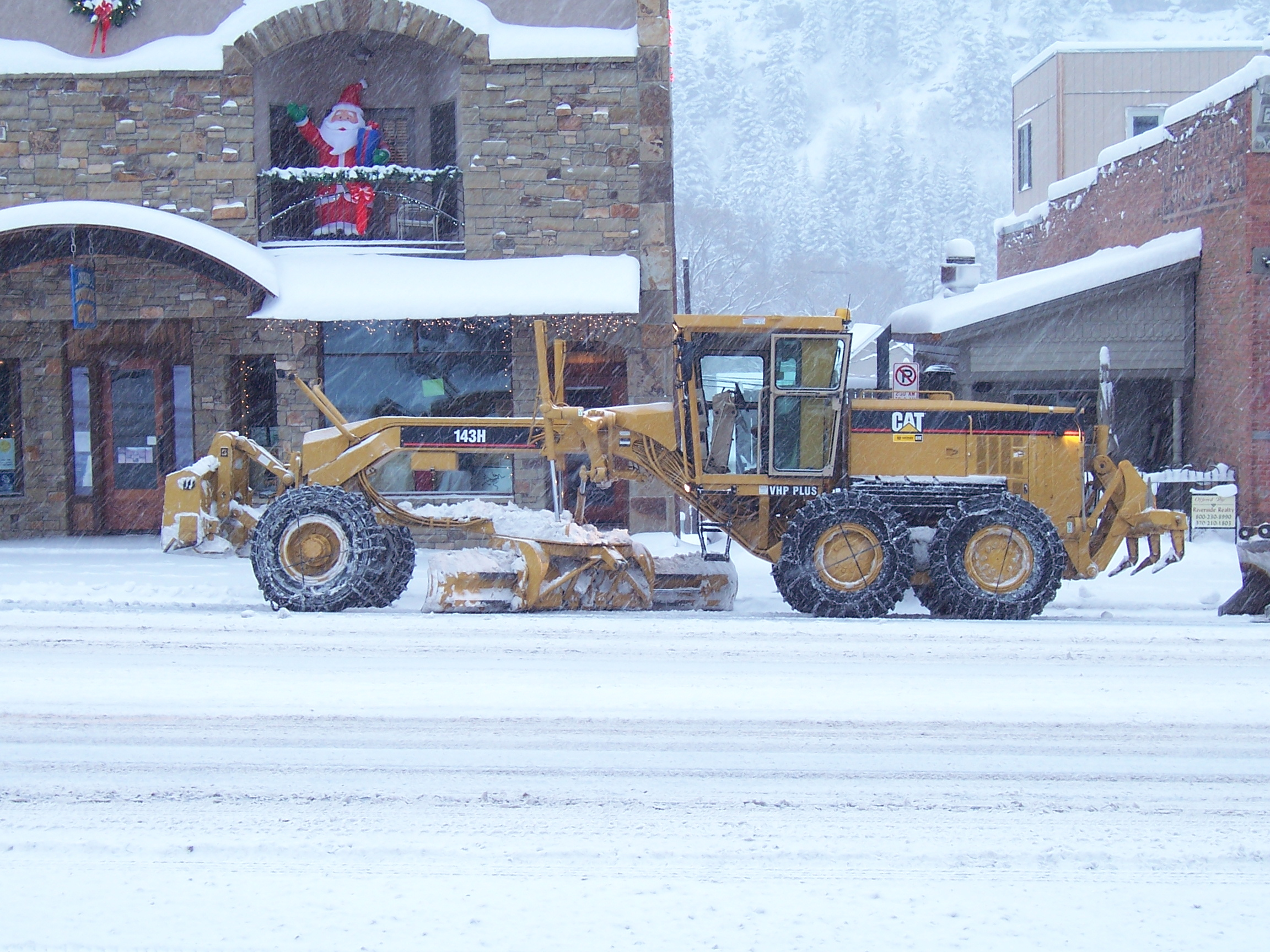
Spazzaneve
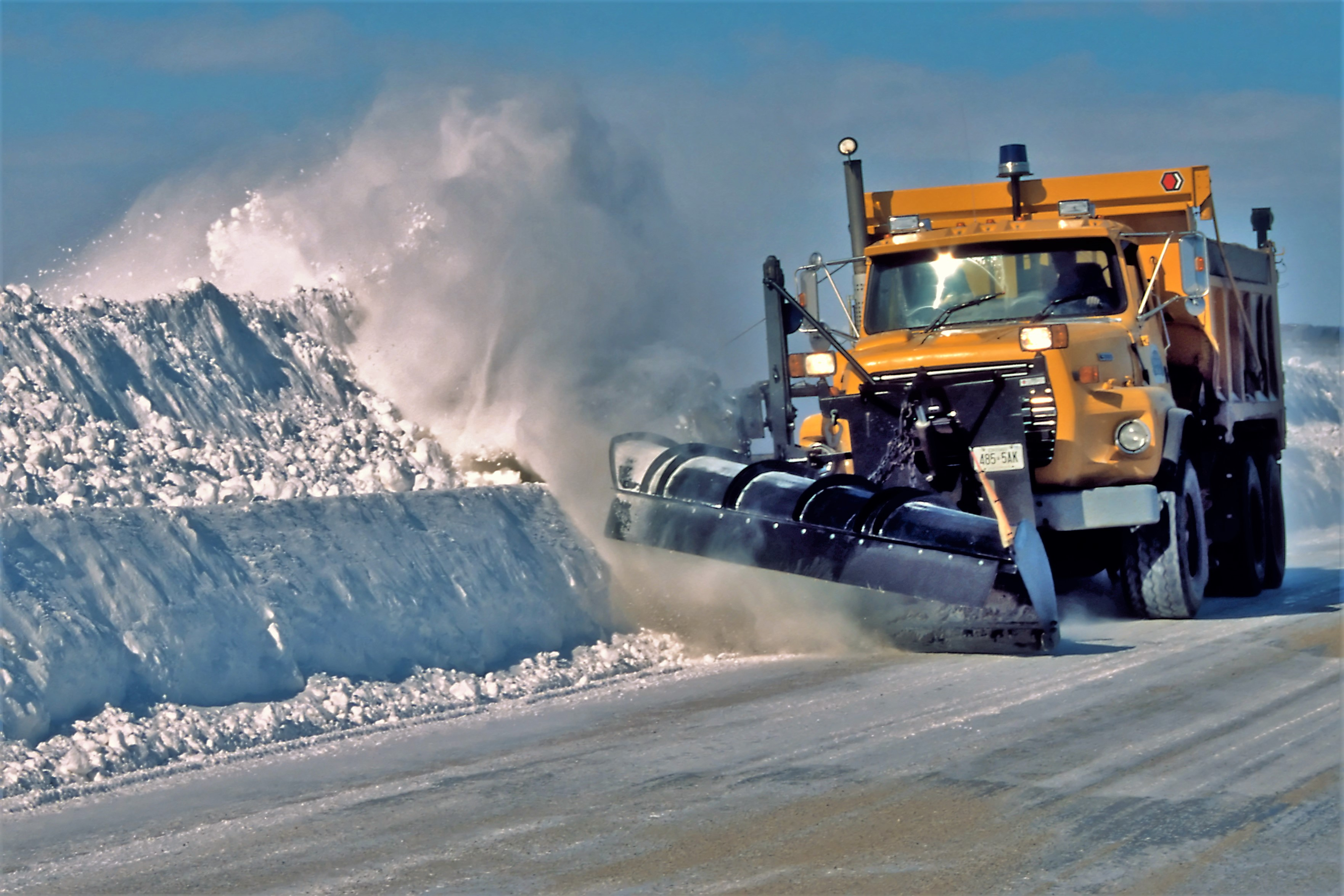
Spazzaneve vicino a Toronto, Ontario, Canada.
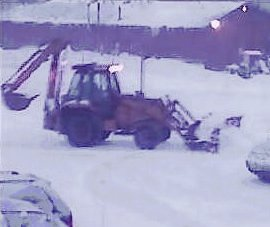
Escavatore dotato di spazzaneve
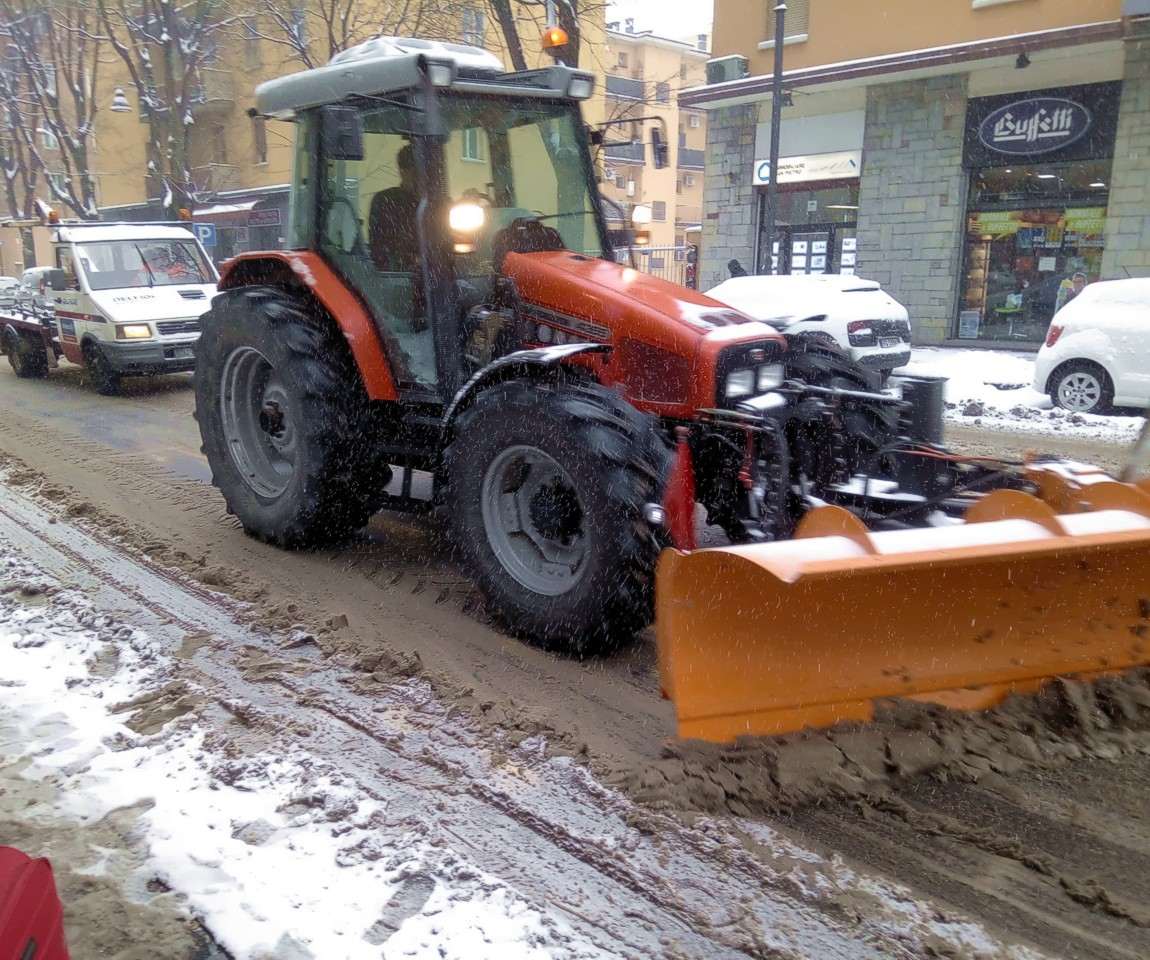
Spazzaneve montato su trattore agricolo
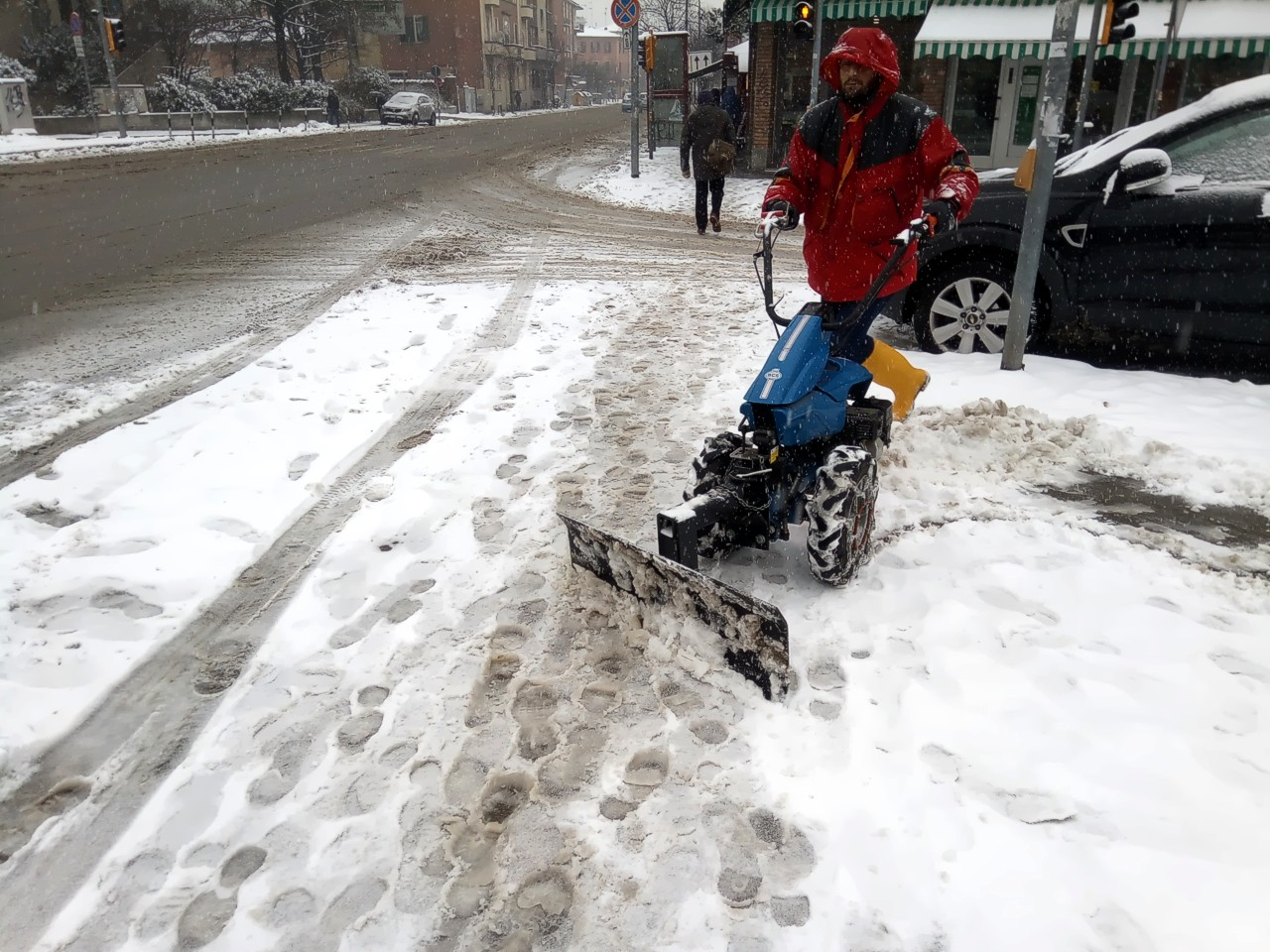
Motozappa con pala spazzaneve
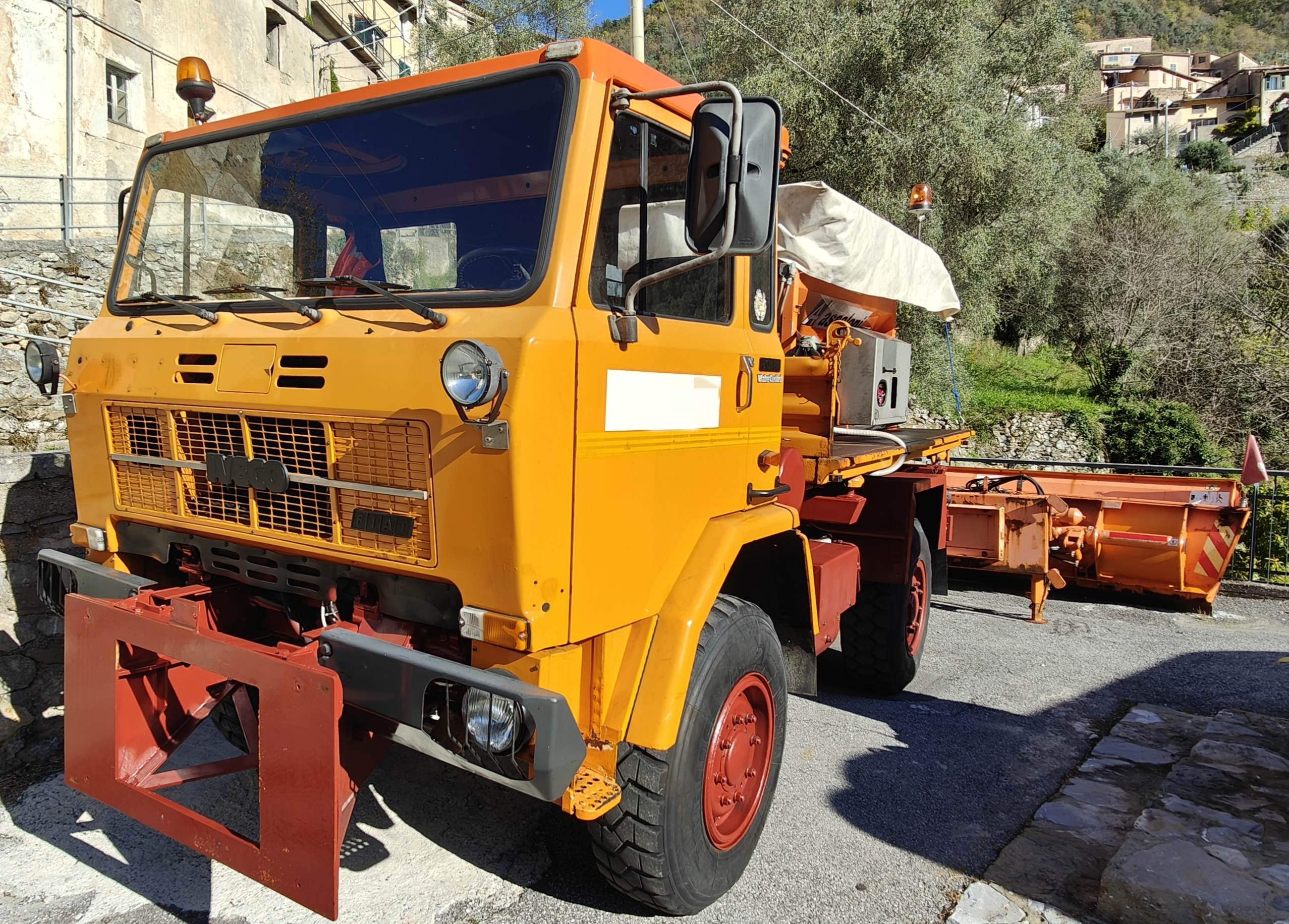
Iveco 80.14 4x4 del 1988 con attacco per lama spazzaneve, 141 CV, asse posteriore singolo, 5861cc, peso 8,9 ton, passo 2800 mm, pneumatici 335/80 R20 (12.5 R20XL)
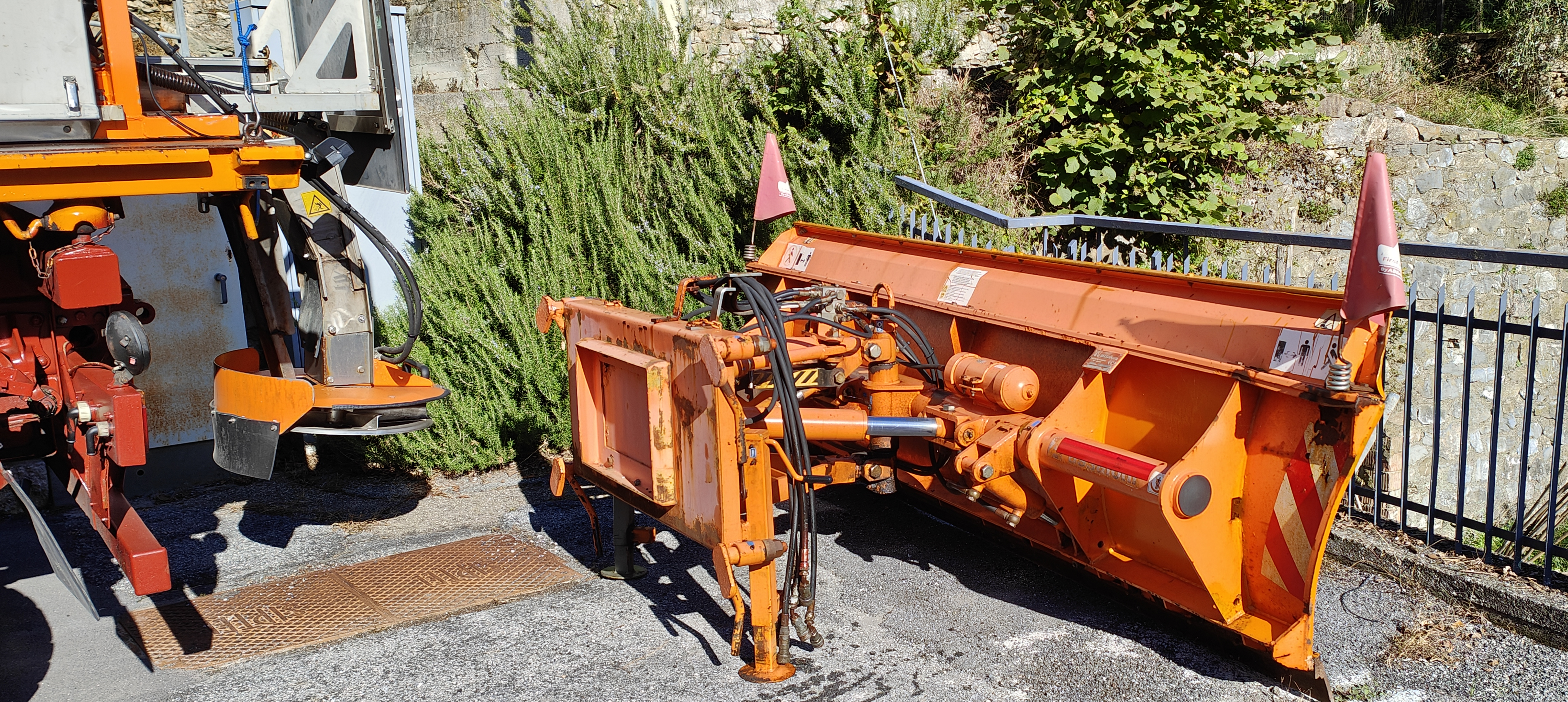
Vomere sgombraneve idraulico orientabile da 855 kg.; a sinistra lo spargisale col suo diffusore